# 8647 Populus
8647 Populus (1989 RG) là một tiểu hành tinh vành đai chính được phát hiện ngày 2 tháng 9 năm 1989 bởi E. W. Elst ở Đài thiên văn Haute-Provence.